# Handball-Bayernliga 2009/10
Die Handball-Bayernliga 2009/10 wurde unter dem Dach des „Bayerischen Handballverbandes“ (BHV) organisiert und ist die höchste Spielklasse des Landesverbandes Bayern. Die Bayernliga ist nach der Bundesliga, der 2. Bundesliga und der Handball-Regionalliga eine der vierthöchsten Spielklassen im deutschen Handball.

## Saisonverlauf
Die Handball-Bayernliga 2009/10 war die zweiundfünfzigste Ausspielung der Handball-Bayernligasaison.

### Modus
Es wurde eine Hin- und Rückrunde gespielt. Nach Abschluss der daraus resultierenden 28 Spieltage stieg der „Bayerische Meister“ in die neu gegründete 3. Liga 2010/11 auf, während je nach Anzahl der Absteiger aus der 3. Liga die letztplatzierten zwei bis fünf Mannschaften in die beiden Staffeln der Landesliga absteigen mussten. Der Modus war für Männer und Frauen gleich.

## Teilnehmer und Platzierungen
Nicht mehr dabei waren der Auf- und die Absteiger aus der Vorsaison. In diesem Jahr gab es keinen Absteiger aus der Regionalliga, weshalb sich in dieser Spielzeit vier Aufsteiger (N) aus den Landesligen qualifizieren konnten. Im Verlaufe der Saison traten fünfzehn Mannschaften in der Bayernliga an. 

### Abschlusstabelle
Saison 2009/10 
|     | Mannschaft              | Spiele | Punkte |
| --- | ----------------------- | ------ | ------ |
| 1.  | TuS Fürstenfeldbruck    | 28     | 51:5   |
| 2.  | HaSpo Bayreuth          | 28     | 43:13  |
| 3.  | TSV 1846 Lohr           | 28     | 40:16  |
| 4.  | SV 08 Auerbach (N)      | 28     | 36:20  |
| 5.  | TSV 2000 Rothenburg (N) | 28     | 31:25  |
| 6.  | HBLZ Großwallstadt (N)  | 28     | 31:25  |
| 7.  | TSV Haunstetten         | 28     | 29:27  |
| 8.  | TSV Rödelsee            | 28     | 25:31  |
| 9.  | TB 03 Roding            | 28     | 25:31  |
| 10. | TSV Ottobeuren          | 28     | 25:31  |
| 11. | TSV Winkelhaid          | 28     | 22:34  |
| 12. | DJK Waldbüttelbrunn     | 28     | 19:37  |
| 13. | SC Freising             | 28     | 17:39  |
| 14. | TSV Simbach am Inn      | 28     | 16:40  |
| 15. | SSG Metten (N)          | 28     | 10:46  |

Bereich des „Bayer. Handballverbandes“ (BHV)

(A) = Absteiger aus der Regionalliga Süd (N) = neu in der Liga
  Bayerischer Meister und Aufsteiger zur 3. Liga Süd 2010/11
 Für die Bayernliga 2010/11 qualifiziert

## Handball-Bayernliga (Frauen) 2009/10
- Der HSV Bergtheim wurde Bayerischer Meister und hat sich für die 3. Liga 2010/11 der Frauen qualifiziert.